# アルドラ (貨物輸送艦)
アルドラ (USS Aludra) はアメリカ海軍の艦艇。クレーター級貨物輸送艦の一隻。艦名はおおいぬ座の恒星アルドラから命名された。

## 艦歴
リバティ船「ロバート・T・リンカーン (Robert T. Lincoln)」としてカリフォルニア州リッチモンドのパーマネント・メタルズ社で1942年10月28日に起工。1942年12月7日進水。1942年10月30日に「アルドラ」と改名。1942年12月14日に海軍に引き渡され、12月26日にサンフランシスコで就役した。
太平洋艦隊に編入され、1943年1月7日に西海岸を離れた。1月29日、ニューカレドニアのDumbéa湾に停泊。2月2日にエファテ島へ向かい、二日後に到着。そこからさらにエスピリトゥサント島へと向かい、2月11日から5月6日までそこにとどまった。
5月6日、「アルドラ」は高速輸送艦「ブルックス」とともにエスピリトゥサントから出航。5月11日にオーストラリアのブリスベンに着き、貨物を積んだ。「アルドラ」は5月17日にニュージーランドのオークランドへ向けて出発。5月23日に到着し、1週間かけて補給品や装備を積み込んだ。5月30日にオークランドから出港したが問題発生のため引き返し、翌日再び出港した。
ニューカレドニアのヌメアとガダルカナルに寄港し、6月22日にガダルカナルからエスピリトゥサントへ向けて出港。6月23日4時44分、日本の「呂号第百三潜水艦」が発射した魚雷が1本「アルドラ」の左舷に命中。9時33分に「アルドラ」は沈没した。乗員2名が死亡し、12名が負傷した。

## 要目
- 排水量：4,023英トン (4,088 t)（基準）、14,550英トン(14,780 t)（満載）
- 全長：441フィート6インチ (134.57 m)
- 全幅：56フィート11インチ (17.35 m)
- 速力：12.5ノット
- 乗員：205名
- 兵装：5インチ両用砲1、3インチ両用砲1、20mm機銃6
- 出典：[1]